# Etilene tetrafluoroetilene
L'etilene tetrafluoroetilene (acronimo ETFE) è un polimero parzialmente florurato.
Si tratta di un materiale plastico progettato per avere un'alta resistenza alla corrosione in un ampio spettro di temperature.
Si caratterizza per essere trasparente; è più leggero e più resistente del vetro e di altri materiali plastici trasparenti.
Rispetto al vetro è più isolante e più semplice ed economico da installare.
ETFE è anche noto con i marchi commerciali Tefzel di DuPont, Fluon di Asahi Glass Company e Texlon di Vector Foiltec.

## Struttura molecolare
L'ETFE è un copolimero alternato 1-1 derivato dalla polimerizzazione radicalica di etilene e tetrafluoroetene.
CF2=CF2 + R° --> R-CF2-CF2-CF2°
R-CF2-CF2-CF2° + CH2=CH2 --> R-CF2-CF2-CF2-CH2-CH2°
Se la reazione chimica di polimerizzazione procede in modo poco controllato si possono avere delle anomalie.
R-CF2-CH2-CH2-CH2-CH2-CF2-R
Queste anomalie contribuiscono in maniera significante a ridurre la resistenza agli agenti chimici, nella fattispecie agli ossidanti.

## Applicazioni
L'etilene tetrafluoroetilene è utilizzato frequentemente per la produzione di coperture antipioggia di impianti sportivi anche di grandi dimensioni: tra le strutture che adottano tetti chiusi in ETFE figurano il Centro acquatico nazionale di Pechino in Cina e il Forsyth Barr Stadium di Dunedin in Nuova Zelanda.
Tetti mobili prodotti in tale materiale (cuscini di ETFE gonfi d'aria) sono installati, ad esempio, alla sommità del Mercedes-Benz Stadium di Atlanta, negli Stati Uniti.
Fuori dall'ambito sportivo, le biosfere del complesso turistico Eden Project in Cornovaglia sono rivestite di cuscini di ETFE.